# Lara Martorell
Lara Martorell Via (Palma de Mallorca, 18 de agosto de 1987) es una actriz española. Se dio a conocer en la serie Servir y proteger, convirtiéndose en la primera actriz transgénero que interpretó a un personaje transexual permanente en una serie española.

## Biografía
Estudió en un instituto de Palma de Mallorca donde sufrió acoso escolar mientras realizaba su transición, lo que le impulsó a abandonar Mallorca, y continuó su formación en Madrid y en Londres, hasta obtener una Diplomatura para cine y televisión en la Central de Cine. En 2020 debutó en el cine en la película Pullman de Toni Bestard. En televisión ha interpretado a la agente de policía Ángela Betanzos en Servir y proteger (2019-2020) y el papel de Fanny en Veneno (2020). En el caso de Servir y proteger, fue la primera vez que una actriz transexual se añadía al reparto de una serie diaria española para realizar un personaje trans que además fue protagónico. Desde noviembre de 2021, participa en el rodaje en la serie Sicilia sense morts producida por IB3, con la colaboración de TV3, À Punt i Filmin, basada en la novela de Guillem Frontera.
También en 2021 participó en el espectáculo teatral multidisciplinar Con mi dolor a solas, presentado en Palma y Pollensa. Ese mismo año desfiló en la pasarela de moda Fashion Week Madrid con un diseño del uruguayo Steven Vázquez.

## Filmografía

### Películas
- Pullman (2019)
- Anecoica (Cortometraje, 2023)

### Series de televisión
- Servir y proteger (2019-2020)
- Veneno (2020)
- Sicília sense morts (2022)
- Machos alfa (2024)

## Teatro
- Presentación gala Festival S´illo (2019)
- Con mi dolor a solas (2021)